# Isabel Emslie Hutton
Isabel Galloway Emslie, devenue par mariage en 1921 Isabel Emslie Hutton, née le 11 septembre 1887 à Édimbourg, morte le 11 janvier 1960 à Londres, est une femme médecin écossaise connue pour son travail humanitaire dans les Scottish Women's Hospitals pendant la Première Guerre mondiale et la guerre civile russe, et plus tard en Inde britannique pendant la Seconde Guerre mondiale, ainsi que pour ses recherches en psychologie.

## Origine et éducation
Isabel Galloway Emslie, née à Édimbourg en 1887, est la fille aînée de James Emslie, avocat et gardien adjoint du sceau privé (en) d'Écosse. Elle fait ses études secondaires à l'école de filles d'Édimbourg (maintenant la Mary Erskine School (en)) puis en médecine à l'université d’Édimbourg et à la Royal Infirmary of Edinburgh (en). Elle continue sa formation à Vienne et Munich, puis, en 1912, elle obtient son diplôme de docteur en médecine avec une thèse sur le test de Wassermann appliqué aux maladies mentales liées à la syphilis. Elle poursuit sa formation dans plusieurs hôpitaux d’Édimbourg et devient la première femme médecin nommée au Royal Edinburgh Hospital (en), un établissement psychiatrique.

## Médecin de guerre

Isabel Galloway Emslie (Hutton) à Vranje en Serbie, 1919.

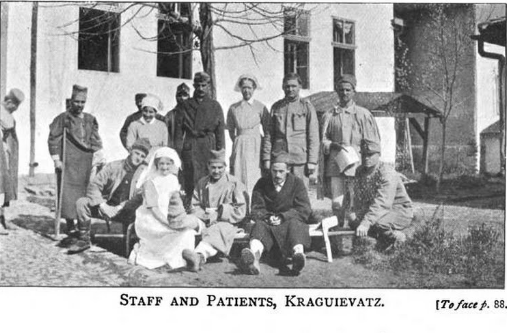
Les dames des Scottish Women's Hospitals et leurs patients à Kragujevac (Serbie) en 1919.

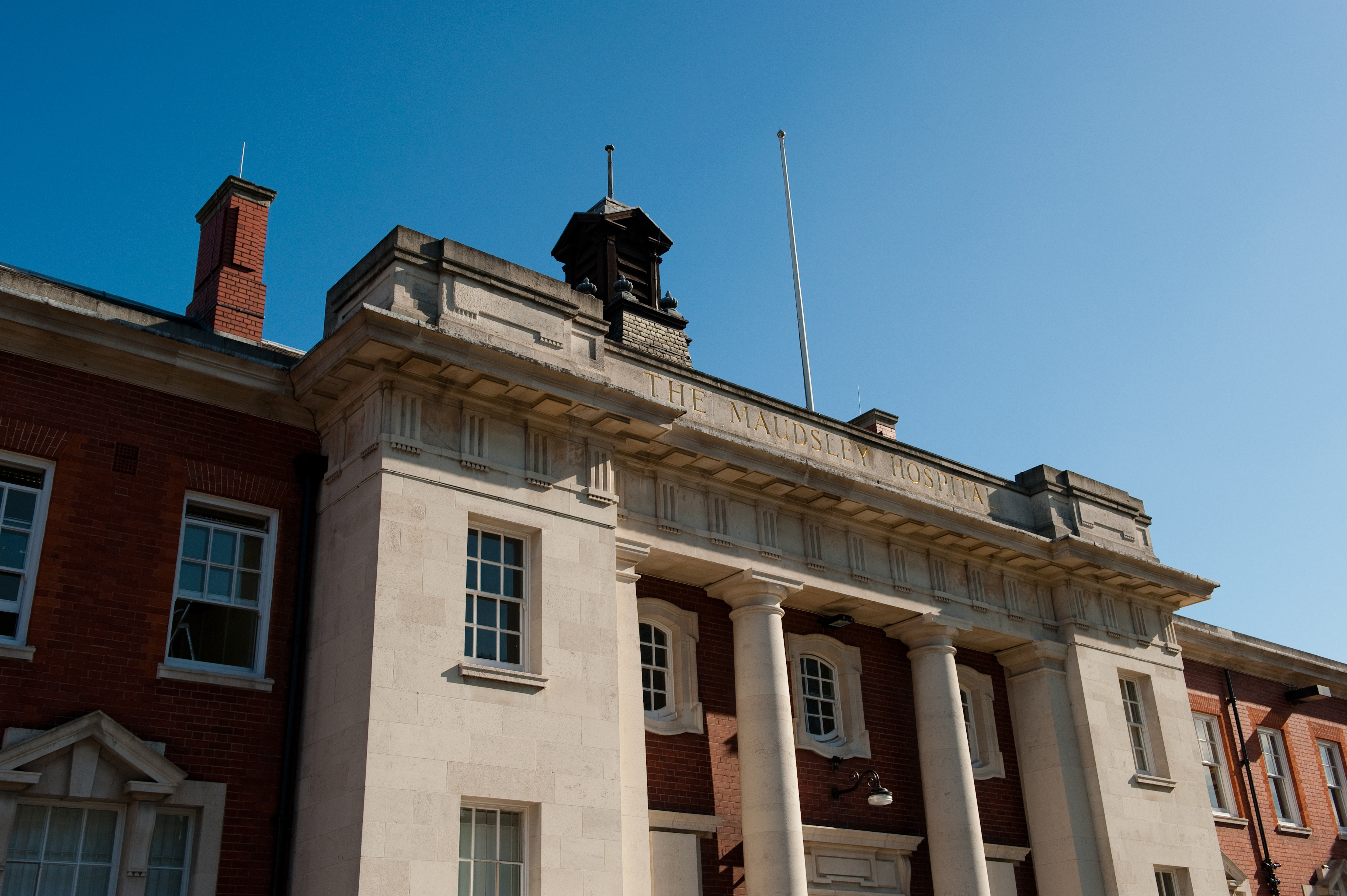
Maudsley Hospital en 2011.

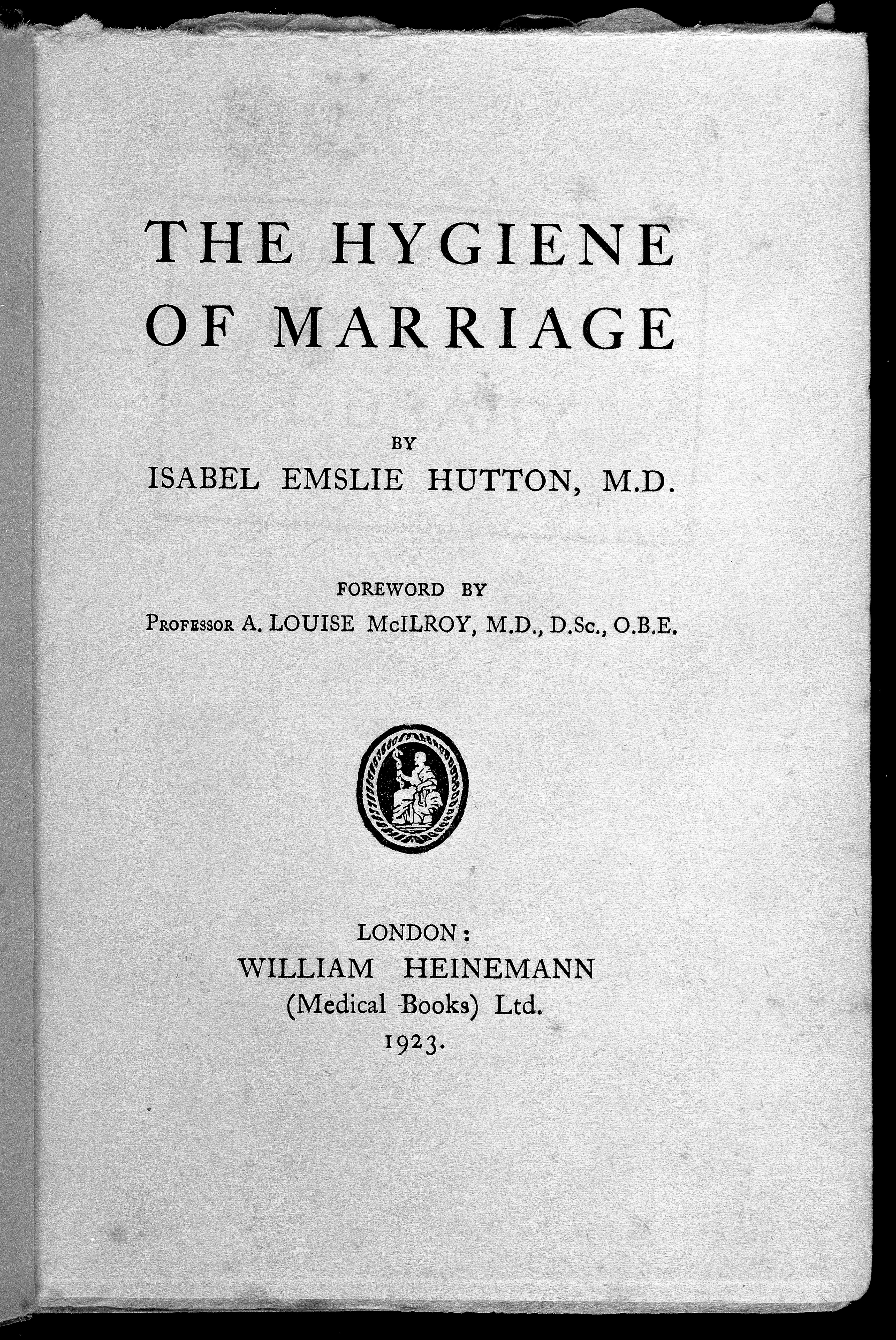
I.E. Hutton, The Hygiene of Marriage, 1re édition, 1923.

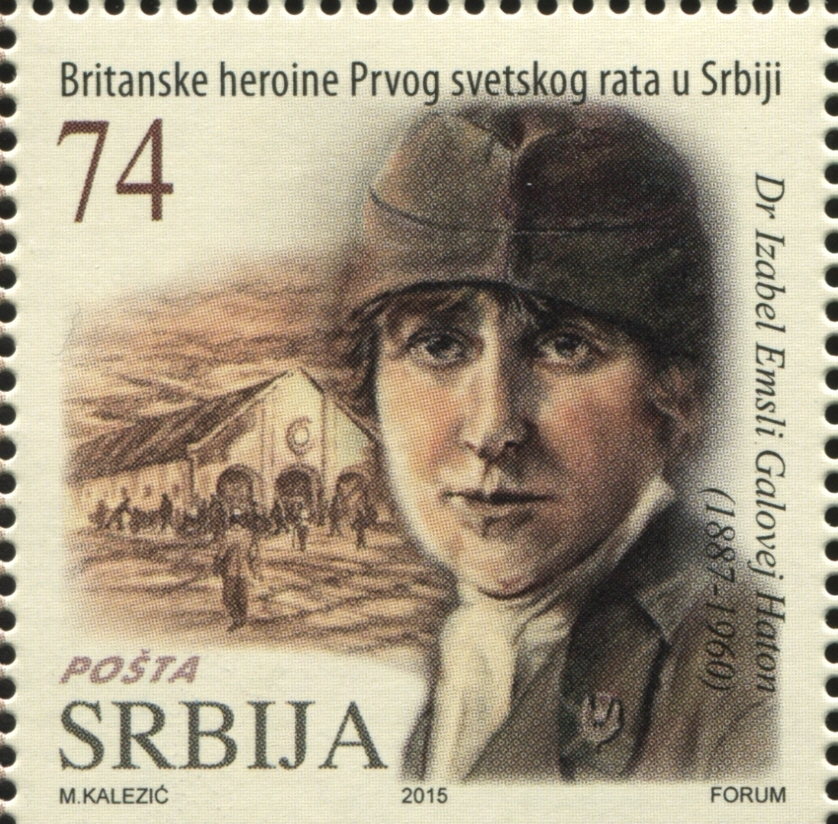
Timbre-poste serbe avec le portrait du Dr Isabel Emslie Galloway Hutton, 2015.

En 1915, elle est volontaire pour rejoindre les Scottish Women's Hospitals, équipe médicale entièrement féminine fondée par la suffragette et médecin écossaise Elsie Inglis qui soigne des blessés de guerre au domaine de Chanteloup à Sainte-Savine (Aube). Avec les « Dames écossaises », elle part à l'Armée française d'Orient au camp de Salonique puis dans la Serbie en guerre où les besoins médicaux sont particulièrement aigus. Après la clôture de sa mission en Serbie, elle accompagne la mission humanitaire de Muriel Paget (en) en Crimée pour assurer l'évacuation vers Constantinople des orphelins de la guerre civile russe. Elle raconte son expérience de guerre dans un livre publié en 1928, With a Woman's Unit in Serbia, Salonika and Sebastopol.
Elle note : « La plupart des infirmières avaient passé tellement de temps avec les Serbes qu'elles avaient appris leur langue et étaient en étroite sympathie avec eux. Nous étions un hôpital de l'armée serbe et prenions nos ordres directement de leur quartier général ». Ce qui ne les empêche pas de marquer leur indépendance : « Bien sûr, nous tenions les hommes dans une étroite subordination ; ils étaient les travailleurs manuels, ils n'étaient pas chez eux à l'hôpital et ils faisaient ce que nous leur disions ! ».

## Suite de carrière

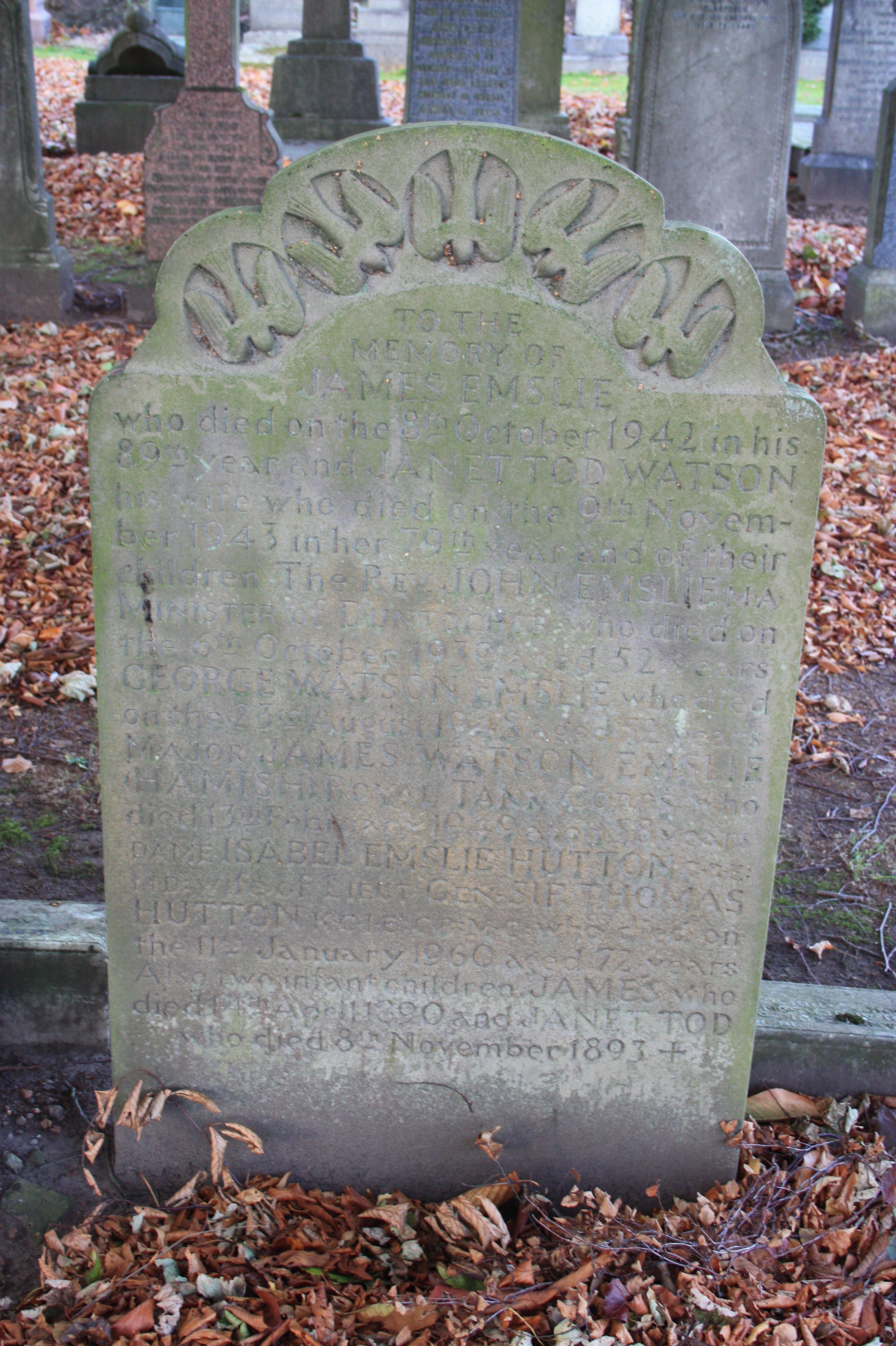
La tombe de Isabel Emslie Hutton au cimetière de Grange à Edimbourg.

De retour en Écosse en 1920, elle reprend son poste au Royal Edinburgh Hospital, mais elle le quitte dès l'année suivante, lorsqu'elle épouse le major Thomas Jacomb Hutton. Elle exerce ensuite au Maudsley Hospital (en) de Londres, le plus grand hôpital psychiatrique du Royaume-Uni.
En 1938, elle s'installe en Inde britannique où son mari est nommé à Quetta. Durant la Seconde Guerre mondiale, ce dernier commande les opérations de la campagne de Birmanie jusqu'en 1942. Elle devient directrice du service social de la Croix-Rouge indienne dont elle supervise le service de presse et radiodiffusion.
Isabel Hutton et son mari rentrent en Angleterre en 1946. Elle devient médecin principal (senior consultant), Fellow of the Royal Society au titre de la médecine et membre du Royal College of Psychiatrists (en).
Elle meurt le 11 janvier 1960. Elle est enterrée avec ses parents au cimetière de Grange à Edimbourg.

## Œuvres
- With a Woman's Unit in Serbia, Salonika and Sebastopol, éd. Williams & Norgate, London, 1928
- The Sex Technique in Marriage, éd. Emerson, 1932
- Woman's Prime of Life: Making the Most of Maturity, éd. Emerson, 1937
- Mental Disorders in Modern Life, éd. William Heinemann, London, 1940
- The Hygiene of Marriage, Etc, éd. William Heinemann, London, 1953
- Memoirs of a Doctor in War and Peace, éd. William Heinemann, London, 1960

## Distinctions
- Ordre de l'Aigle blanc (Serbie)
- Ordre royal de Saint-Sava (Serbie)
- Croix de guerre (France)
- Ordre de Sainte-Anne (Russie)
- Ordre de l'Empire britannique (Royaume-Uni)
- L'école de médecine de Vranje en Serbie porte son nom.
- Un timbre-poste à son effigie a été émis en Serbie en 2015.

### Sources et bibliographie
- (en) Cet article est partiellement ou en totalité issu de l’article de Wikipédia en anglais intitulé « Isabel Emslie Hutton » (voir la liste des auteurs) dans sa version du 28 février 2021.
- Anita McConnell, « Hutton, Isabel Galloway Emslie, Lady Hutton (1887–1960) », in Oxford Dictionary of National Biography, Oxford University Press, 2004 DOI 10.1093/ref:odnb/71709
- « Collection box and medals, associated with Scottish Women's Hospitals units and Dr Elsie Inglis », National Museum of Scotland
- « Obituary: Isabel Emslie Hutton », The Lancet, 23 janvier 1960, vol. 275, no 7717, p. 231-232 DOI 10.1016/S0140-6736(60)90161-6
- Gill Plain (dir.), Scotland and the First World War: Myth, Memory, and the Legacy of Bannockburn, Bucknell University, Lewisburg, 2017
- (en) Patricia Fara, « Isabel Emslie Hutton: a doctor at war », The Lancet, vol. 392, no 10161,‎ 24 novembre 2018, p. 2260-226 (lire en ligne, consulté le 9 mars 2021).